# Woombye
Woombye (2 094 habitants) est un village résidentiel du sud-est du Queensland, en Australie à 98 km au nord de Brisbane.